# San Luis, Agusan del Sur
San Luis là đô thị hạng 3 ở tỉnh Agusan del Sur, Philippines. Theo điều tra dân số năm 2015, đô thị này có dân số 32.109 người trong. 

## Các khu phố (barangay)
San Luis được chia thành 25 khu phố (barangay).
| - Anislagan - Baylo - Coalicion - Culi - Nuevo Trabajo - Poblacion - Santa Ines - Balit - Binicalan - Cecilia - Dimasalang - Don Alejandro - Don Pedro | - Doña Flavia - Mahagsay - Mahapag - Mahayahay - Muritula - Policarpo - San Isidro - San Pedro - Santa Rita - Santiago - Wegguam - Doña Maxima |